# Paraulacizes irrorata
Paraulacizes irrorata är en insektsart som först beskrevs av Fabricius 1794.  Paraulacizes irrorata ingår i släktet Paraulacizes och familjen dvärgstritar. Inga underarter finns listade i Catalogue of Life.